# Тюльпанов, Сергей Иванович
Серге́й Ива́нович Тюльпа́нов (3 октября 1901 — 16 февраля 1984, Ленинград) — советский учёный-экономист. Доктор экономических наук, профессор Ленинградского университета, Заслуженный деятель науки РСФСР.
Начальник Управления пропаганды Советской военной администрации в Германии (5 октября 1945 года — 18 сентября 1949 года), генерал-майор (11 мая 1949). Участник Великой Отечественной войны.

## Биография
Сергей Иванович Тюльпанов родился 3 октября 1901 года. Его отец, Иван Алексеевич, был землемером, окончил лесную школу при Петровской академии, учился за границей, знал иностранные языки и управлял лесными угодьями Строгановых в Псковской губернии. Мать будущего профессора — Эльза Вильгельмовна — была из латышской семьи. Судьба родителей С. И. Тюльпанова сложилась трагически — в 1938 году был репрессирован отец, а в 1940 году — мать.
Проходил военную службу в рядах РККА с 1919 по 1925 год и с 1941 по 1956 год. Член ВКП(б) с 1927 года.
В 1919—1923 годы — помощник шофера, красноармеец, делопроизводитель, бухгалтер, начальник финансово-экономического отдела 10-й стрелковой дивизии 7-й Туркестанской бригады. В 1923—1924 годы — делопроизводитель окружного хозяйственного управления Ленинградского военного округа. В 1925—1929 годы — студент Ленинградского педагогического института им. А. И. Герцена. В 1929 году окончил Военно-политическую академию в Ленинграде, а в 1930 году (экстерном) — общественно-экономическое отделение Ленинградского государственного педагогического института имени А. И. Герцена. В 1927—1931 годы — преподаватель артиллерийской технической военной школы и педагогического института им. А. И. Герцена, в 1931—1937 годы — старший преподаватель кафедры политической экономии Военно-политической академии имени В. И. Ленина в Ленинграде. В период 1937—1938 гг., попав в поле зрения репрессивных органов, никого не предупредив уехал в деревню, где находился с мая по сентябрь 1938 г., возвратившись осенью в Ленинград устроился учеником слесаря на небольшой завод. Получив партийный выговор за своё несанкционированное исчезновение, вновь преподавал политэкономию, сначала в Технологическом институте, затем в Лесотехнической академии. В 1937—1940 годы — заведующий кафедрой политической экономии, профессор Лесотехнической академии имени С. М. Кирова. В 1938—1941 годах заведующий кафедрой политической экономии ленинградских Ленинских курсов при ЦК ВКП(б).

### Великая Отечественная война
В 1941 году — начальник 7 го отделения Политического отдела 42-й армии. В 1941—1942 году — начальник 7-го Отдела Политического управления Ленинградского фронта. В 1942—1945 годы — начальник 7-го Отдела Политического управления Юго-Западного, Сталинградского, Южного и 4-го Украинского фронтов. По окончании войны — начальник 7-го Отдела Политического управления Группы советских оккупационных войск в Германии.

### Управление пропаганды СВАГ
С 5 октября 1945 года по 18 сентября 1949 года Сергей Иванович занимал одну из самых значимых и ключевых должностей в созданной по окончании Великой Отечественной войны Советской военной администрации в Германии (сокр. СВАГ) — начальника Управления пропаганды (позднее переименовано в Управления информации). Был решительным сторонником Вальтера Ульбрихта и советизации Восточной Германии, внимательно следил за деятельностью вновь образованной Социалистической единой партией Германии, которой предстояло управлять образовывающейся в те годы ГДР.
11 мая 1949 года присвоено воинское звание генерал-майор.
В августе 1949 года руководитель службы контрразведки в СВАГ генерал-лейтенант Н. К. Ковальчук передал министру государственной безопасности В. С. Абакумову «компрометирующий» материал на Тюльпанова. Якобы он знал о предательстве сотрудника своего Управления, но не передал его в руки органов безопасности, к тому же, занимался вымогательством в своекорыстных целях. Абакумов просил Маленкова отозвать Тюльпанова из Германии. Двумя днями позже М. А. Суслов распорядился, чтобы ГлавПУ под служебным предлогом вызвало Тюльпанова в Москву, чтобы допросить его относительно предъявленных обвинений. 25 августа Тюльпанов вылетел в Москву, где его сразу же поместили в военный санаторий. Там он и ждал решения своей участи. 18 сентября секретариат ЦК принял решение об отзыве Тюльпанова из Германии. Кроме того, ему припомнили и осуждённых за шпионаж репрессированных родителей.
В 1949(50?) году откомандирован на должность заместителя руководителя кафедры политической экономии Военно-Морской Академии в Ленинграде, затем он становится начальником кафедры политической экономии Военной академии связи имени С. М. Буденного.
С 1956 года С. И. Тюльпанов — в отставке.

### Научная деятельность
После ухода с воинской службы связал свою жизнь с наукой, работая в должности проректора ЛГУ, а с 1957 года — заведующим созданной им кафедры экономики современного капитализма. Одним из первых исследовал проблемы рыночной экономики в развитых и развивающихся странах, написав более 200 монографий и статей, посвящённых не исследовавшимся ранее проблемам. Его монографии «Колониальная система империализма и её распад» (1958), «Экономические и политические проблемы новых суверенных государств» (1964), «Очерки политической экономии: развивающиеся страны» (1969), «Актуальные проблемы современного капитализма» (в соавторстве) (1973) вызвали большой интерес у специалистов и, будучи переведены на многие иностранные языки, сделали его имя известным мировой научной общественности. Профессор С. И. Тюльпанов являлся редактором ряда фундаментальных изданий, таких как многотомная «История фабрик и заводов Ленинграда», «Наследство и обязанность» и др. Почётный доктор Лейпцигского университета имени К. Маркса.
Скончался 16 февраля 1984 года в возрасте 82-х лет. Похоронен в Ленинграде на Серафимовском кладбище.

## Награды
- Орден Красной Звезды
- Орден Красного Знамени
- Орден Отечественной войны I степени
- Орден Отечественной войны II степени
- Медаль «За оборону Сталинграда» (1943)
- Медаль «XX лет Рабоче-Крестьянской Красной Армии»
- Медаль «За Победу над Германией» (1945)
- Медаль «За взятие Берлина»
- Медаль «За воинскую доблесть. В ознаменование 100-летия со дня рождения Владимира Ильича Ленина»
- Медаль «30 лет Советской Армии и Флота»
- Медаль «40 лет Вооружённых Сил СССР»
- Медаль «Двадцать лет Победы в Великой Отечественной войне 1941—1945 гг.»
- Медаль «Тридцать лет Победы в Великой Отечественной войне 1941—1945 гг.»
- Медаль «50 лет Вооружённых Сил СССР»
- Медаль «60 лет Вооружённых Сил СССР»
- Медаль «Ветеран Вооружённых Сил СССР»
- Медаль «За укрепление боевого содружества»
- Медаль «За безупречную службу» 1-й степени
- Медаль «За безупречную службу» 2-й степени
- Медаль «За безупречную службу» 3-й степени
- Медали СССР[5]
- Медали иностранных государств